# Српско културно друштво Сава Мркаљ
Српско културно друштво „Сава Мркаљ“ је било културно друштво основано са циљем очувања српског језика и ћириличног писма међу Србима у Хрватској, као и очувања и унапређења културе српског народа на просторима Баније и Кордуна. Основано је у Топуском 17. марта 1990. године, а престало је са радом 1995. године, прогоном српског становништва хрватском операцијом „Олуја“.
СКД „Сава Мркаљ“ је издавало месечник „Српски глас“ и неколико значајних дела као што је ново издање Манојла Грбића „Карловачко владичанство“, Саве Мркаља „Песме и списи“ које је приредио проф. Жарко Ружић и друга.
СКД „Сава Мркаљ“ је установило и додељивало књижевну награду „Браћа Мицић“. Награда је додељивана у Мајским Пољанама код Глине, где су Љубомир и Бранислав (Бранко Ве Пољански) Мицић провели детињство. Додељена је само три пута 1993. године књижевнику Јовану Радуловићу, 1994. године песнику и књижњвнику Николи Вујчићу и 1995. године песнику Ивану В. Лалићу.